# Susanne Lanefelt
Susan Lanefelt (egentligen Susanne Lanefelt), född 24 september 1946, är en svensk träningsledare och hälsorådgivare.
Under en resa till USA blev hon inspirerad av Jane Fonda och hennes träningsprogram och det la grunden till de träningspass hon sedan höll i sina föräldrars källare. Där upptäcktes hon av TV-producenten Annchristin Gjers som erbjöd henne att göra ett träningsprogram i SVT. Hon gjorde 1983 debut i TV med sitt träningsprogram Gymping. Efter dess nedläggning 1987 fortsatte hon med en egen, fast punkt i TV-programmet Sköna söndag.
Hon blev rikskänd för sitt sätt att leda träningen, till exempel med uppmaningen "kniip". Lanefelt släppte 1984 singeln "Gymp-Dance".
Under våren 2008 medverkade Lanefelt i TV4:s Let's Dance.
Lanefelt är aktiv som föreläsare och med olika hälsoarrangemang och lanserade 2018 appen Sussi Kanin som ska inspirera barn att röra sig.